# Agrostis producta
Agrostis producta é uma espécie de gramínea do gênero Agrostis, pertencente à família Poaceae.